# Días de luz
Días de luz es una película centroamericana de drama y suspenso estrenada en 2019. La película fue producida por seis países centroamericanos en conjunto, Panamá, Costa Rica, Nicaragua, Honduras, El Salvador y Guatemala. Cada país aportó una historia a la película, cada una de ellas dirigida por su propio director. 
La película fue preseleccionada para la nominación al Premio Óscar a la mejor película internacional para la 93.ª ceremonia de entrega de los Premios Óscar, pero finalmente no fue nominada.

## Sinopsis
Una tormenta solar azota Centroamérica, y durante cinco días, permanecerán sin energía eléctrica. Los habitantes de estos países deberán enfrentar sus nuevas vidas desconectados de las comodidades tecnológicas a las que están acostumbrados. Cada país cuenta una historia desarrollada durante este evento, la cuales cuentan con sus propios directores y actores.

## Reparto
- Agustín Acevedo como Gabriel.
- Alondra Altamirano como Yunaite.
- Patricio Arenas como Pedro.
- Gloria Chanchavac como Lucía.
- David Rivas Chaverría como Mykol.
- Joel Davaz como Ezequiel.
- Martha Fernández como Valeria.
- Mercy Flores como Socorro.
- Ivonne García como María.
- María Luisa Garita como Magdalena.
- Zenith Gálvez como Romelia.
- Gustavo Gómez como Roque.
- Mateo Honles como Toñito.
- Mario Jaén como Luis.
- Egly Larreynaga como Ruth.
- Cloty Luna como Mayra.
- Reyes Josué Morales como Gabriel.
- Reynaldo Naváez como Manuel.
- Karla Nuñez como Rosa.
- Enrique Salanic como Juan.
- Tamara Salas como Ana.
- Camila Selser como Sofía.

## Producción
La película fue producida por seis países centroamericanos,  Panamá, Costa Rica, Nicaragua, Honduras, El Salvador y Guatemala. Cada uno de ellos aportó una historia dirigida y actuada en sus respectivos países. Estas historias juntas conforman la totalidad de la película. En Panamá fue dirigida por Enrique Pérez Him y producida por Isabella Gálvez. En Costa Rica fue dirigida por Mauro Borges y producida por Karolina Hernández Chávez. En Nicaragua fue dirigida por Gloria Carrión y producida por Natalia Hernández Somarriba y Grace González. En Honduras fue dirigida por Enrique Medrano y producida por Servio Tulio Mateo. En El Salvador fue dirigida por Julio López Fernández y producida por Francisco Morales. Y en Guatemala fue dirigida por Sergio Ramírez y producida por Ingrid Stalling.
La película fue estrenada el 2 de octubre de 2019, en Washington D. C. durante el 30th AFI Latin American Film Festival.